# UNIPER
Uniper SE是一家总部位于德国杜塞尔多夫的能源公司。

## 历史
前身是德国E.ON能源公司。Uniper SE 与2016年1月1日开始独立运营，旗下资产主要是原E.ON下的传统发电资产，能源交易，以及北欧的水电资产。2022年7月8日，Uniper陷入困境，向政府提出国家援助申请。